# Epione dereticularia
Epione dereticularia là một loài bướm đêm trong họ Geometridae.